# Relations entre l'Albanie et l'Union européenne
Les relations entre l'Albanie et l'Union européenne remontent aux premières élections ayant suivi l'indépendance de l'Albanie en 1991. 

## Sources

## Compléments